# Catamelas caripina
Catamelas caripina är en fjärilsart som beskrevs av Felder 1874. Catamelas caripina ingår i släktet Catamelas och familjen nattflyn. Inga underarter finns listade i Catalogue of Life.